# 魚油
| 項目                                    | 分量（g） |
| --------------------------------------- | --------- |
| 脂肪                                    | 100       |
| 飽和脂肪酸                              | 29.892    |
| 14:0（ミリスチン酸）                    | 6.525     |
| 16:0（パルミチン酸）                    | 16.646    |
| 18:0（ステアリン酸）                    | 3.887     |
| 一価不飽和脂肪酸                        | 33.841    |
| 16:1（パルミトレイン酸）                | 7.514     |
| 18:1（オレイン酸）                      | 14.752    |
| 20:1                                    | 5.986     |
| 22:1                                    | 5.589     |
| 多価不飽和脂肪酸                        | 31.867    |
| 18:2（リノール酸）                      | 2.014     |
| 18:3（α-リノレン酸）                    | 1.327     |
| 18:4（ステアリドン酸）                  | 3.025     |
| 20:4（未同定）                          | 1.756     |
| 20:5 n-3（エイコサペンタエン酸（EPA）） | 10.137    |
| 22:5 n-3（ドコサペンタエン酸（DPA））   | 1.973     |
| 22:6 n-3（ドコサヘキサエン酸（DHA））   | 10.656    |

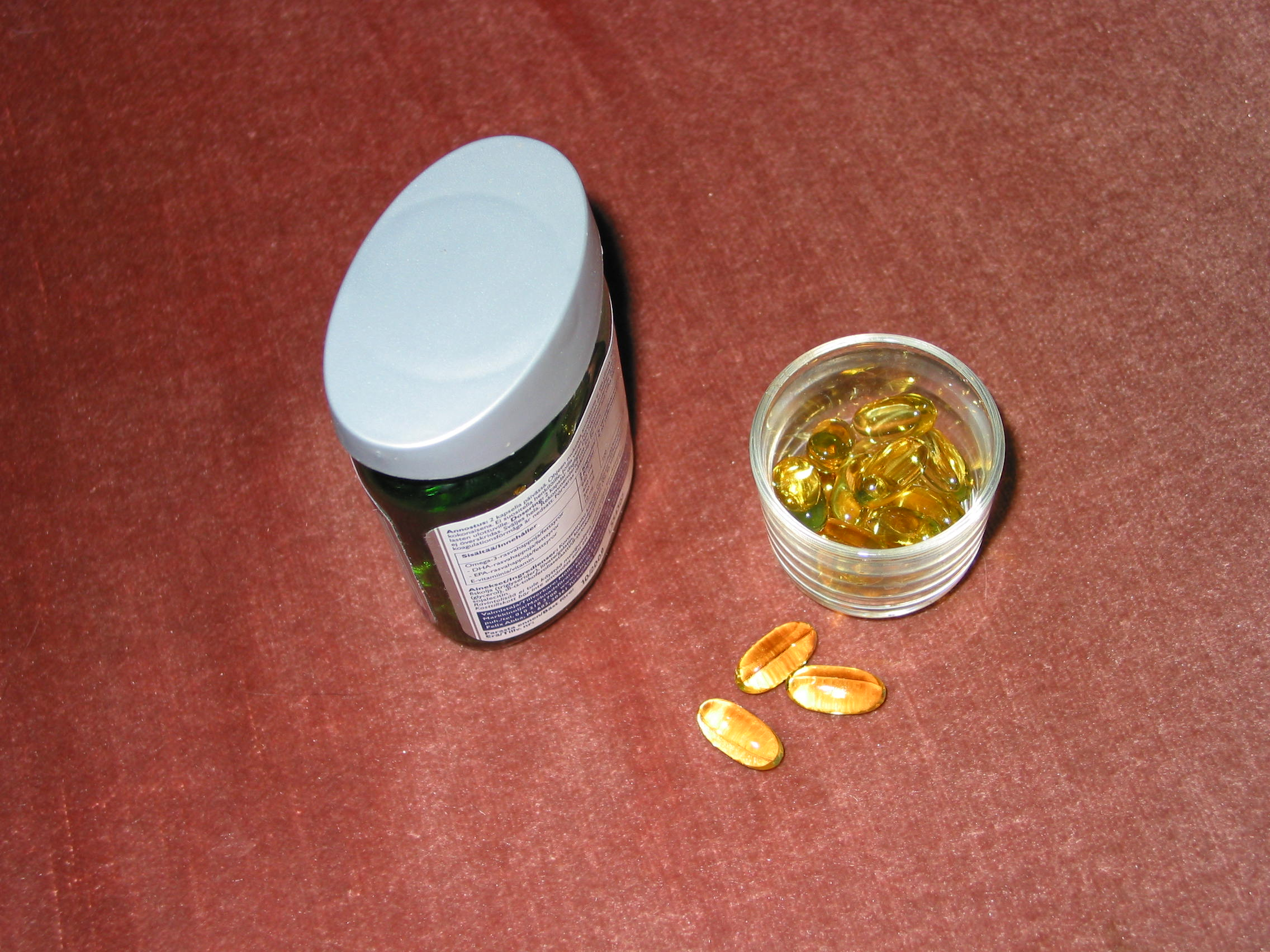
魚油

魚油（ぎょゆ、fish oil）とは、魚から採取される脂肪油で、しばしば海産動物油と同義語を意味する。通常はイワシ、サンマなど大量に捕獲される魚類を原料とする。

## 概要
他の脂肪油と異なり、脂肪酸成分はパルミチン酸が主であるがステアリン酸、ミリスチン酸、アラキジン酸、オレイン酸、ヘキサデセン酸などを含む。また、エイコサペンタエン酸（EPA）やドコサヘキサエン酸（DHA）などのω-3脂肪酸である高度不飽和脂肪酸や不鹸化物成分の含量も多い。精製しても空気中で高度不飽和脂肪酸などが容易に酸化され、しばらく放置すると独特の生臭い悪臭を発する。魚に含まれるDHAの多くは、ラビリンチュラ類の1属である Schizochytrium 属などのような海産の微生物によって生産されたものが、食物連鎖の過程で魚の体内に濃縮されたものである。

## 用途
- 硬化油の原料の一つであり、マーガリン、ショートニング、あるいは固形石鹸の原料として使用される。魚油を使用した業務用マーガリンを原料として添加している食パンやクッキーなどもある。
- 養魚用の飼料に添加するフィードオイル（養魚飼料油脂）にも利用され、必須脂肪酸供給源として重要な飼料の原料のひとつとなっている。
- 製革用油、重合油、ボイル油、低級塗料用油としても利用される。
- アメリカ心臓協会は、心臓病と闘うための健康的な食事と生活スタイルを勧告している（心臓病#食と生活の勧告参照）[2]。魚油関連項目を以下に抜粋する。
  - 少なくとも週2回は魚を食べる。魚の油は多価不飽和脂肪酸のω-3脂肪酸を含み、心臓疾患のリスク低下と相関関係がある。
- 魚油に多く含まれる高度不飽和脂肪酸は、サプリメントや健康食品としても利用されているが、2023年、ハーバード大学医学部は、心臓の健康のために魚油などのサプリメントを購入すべきではないと発表した[3]。むしろ、魚油のサプリメントは健康に悪い可能性があり、魚油は健康のために魚を食べて直接摂るべきだとしている[4]。
- エイコサペンタエン酸(EPA)やドコサヘキサエン酸(DHA)は、医薬品として認可されている。（エパデール(EPA)やロトリガ(EPAとDHAの合剤）など)
- 以前は行灯の燃料としても使用されていた。圧搾技術が未発達だった当時、抽出に手間のかかるナタネ油など植物油は高級品であり、ハゼノキの実から抽出する蝋を原料とする蝋燭はさらなる贅沢品であった。一方、イワシ油やニシン油など魚油は比較的安価であり、燃焼時に煙や臭気を発する欠点こそあれ庶民の間で広く使われた。化け猫が行燈の油をなめるという言い伝えは、行灯の燃料に魚油を使っていたことに由来する[要出典]。